# Wanshan Special Vehicle
Wanshan Special Vehicle, офіційно Hubei Sanjiang Space Wanshan Special Vehicle Co., Ltd (кит.: 万山特种车辆) — державне підприємство Китайської Народної Республіки, афілійоване з China Aerospace Sanjiang Corporation, важливий виробник спеціальних військових транспортних засобів у Китаї, а також цивільних транспортних засобів і механічних виробів.

## Організація
Wanshan (кит.: 万山; букв. «десять тисяч гір») базується в місті Ухань в провінції Хубей. Завод спеціальних транспортних засобів Ваньшань був державним, був реструктуризований в Hubei Sanjiang Space Wanshan Special Vehicle Co, Ltd, яка, своєю чергою, є частиною China Aerospace Sanjiang Space Co. Ltd (кит.: 中国航天三江集团), яка розпочала свою діяльність у 1969 році як військовий підрозділ з виробництва ракет. Sanjiang Space Group є дочірньою компанією Китайської аерокосмічної науково-промислової корпорації (CASIC). Станом на грудень 2012 року активи Wanshan становили близько 1,1 млрд юанів.
Wanshan отримала вигоду від передачі технологій від Deutz AG, Caterpillar Inc, Isuzu Motors та ZF Friedrichshafen. Кілька її вантажівок (але не більш сучасні конструкції, такі як WS2180 або WS2250) були засновані на конструкціях МЗКТ, деякі з яких були оновлені більш сучасними двигунами та системами трансмісії.
Станом на вересень 2009 року директором був Цао Цзінву.